# I’d Rather Believe in You
I’d Rather Believe in You — тринадцатый студийный альбом американской певицы и актрисы Шер, выпущенный в октябре 1976 года на лейбле Warner Bros. Records. Как и во всём творчестве, Шер на диске представлено множество кавер-версий других исполнителей. Этот лонгплей, как и его предшественник, не имел успеха и не попал в чарты.

## Об альбоме
Поскольку Stars потерпел коммерческий провал, на своей следующей записи Шер вернулась к лиричным поп-песням. Оркестрованные аранжировки песен Stars были заменены «лос-анджелесским звуком» середины 70-х (типичным для Линды Ронстадт и The Eagles). Тем не менее I’d Rather Believe in You остался незамеченным и в конечном счёте не попал в чарты. Продюсер альбома Майкл Омартиан объяснял провал диска нехваткой промоушена.
Шер записывала эту пластинку, будучи беременной вторым ребёнком, Элайджой Блю Оллманом. На задней стороне обложки написано её посвящение сыну: «И особая благодарность Элайджа за то, что он дождался дня, когда я закончу альбом. Шер».
В этот же период времени Шер также сделала запись двух других песен: первой является дуэт с Гарри Нилсоном «A Love Like Yours (Don’t Come Knockin’ Everyday)», вторая же — песня «Pirate» (для альбома Cherished, вышедшего годом позже) — была включена в некоторые издания I’d Rather Believe in You как бонус-трек. «A Love Like Yours» была выпущена как отдельный внеальбомный сингл, который не попал в чарты из-за конфликтов между лейблами Шер и Нилсона.
Единственным синглом с I’d Rather Believe in You была выпущена песня «Long Distance Love Affair» в начале октября 1976 года, но и она потерпела неудачу в чартах.
В начале 1976-го Шер и Сонни Боно вернулись на телевидение и приступили к записи нового альбома. По решению суда, во время бракоразводного процесса было решено, что Шер по контракту должна Сонни ещё одну запись. Они возвратились в студию, однако после провала сингла «You’re Not Right for Me» в 1977 году релиз был отменён.
Альбом никогда не издавался на CD, и любые редкие компакт-диски I’d Rather Believe in You не являются официальными. Шер обладает полными правами на записи этой работы, и Warner Bros. Records не имеют права переиздавать её.
30 июля 2021 года на официальном YouTube-канале певицы появилось сообщение, что 6 августа песни I’d Rather Believe in You будут доступны к прослушиванию в отреставрированном и ремастированном виде.

## Список композиций
| №  | Название                      | Автор(ы)                         | Оригинальный исполнитель | Длительность |
| -- | ----------------------------- | -------------------------------- | ------------------------ | ------------ |
| 1. | «Long Distance Love Affair»   | Майкл Прайс, Дэн Уолш            | Шер                      | 2:43         |
| 2. | «I’d Rather Believe in You»   | Майкл Омартиан, Сторми Омартиан  | Шер                      | 3:46         |
| 3. | «I Know (You Don’t Love Me)»  | Барбара Джордж                   | Барбара Джордж           | 3:00         |
| 4. | «Silver Wings & Golden Rings» | Глория Склеров, Молли Энн Лейкен | Билли Джо Спирс          | 3:23         |
| 5. | «Flashback»                   | Арти Уэйн, Алан О’Дэй            | Алан О’Дэй               | 3:55         |

| №  | Название                  | Автор(ы)                                           | Оригинальный исполнитель | Длительность |
| -- | ------------------------- | -------------------------------------------------- | ------------------------ | ------------ |
| 1. | «It’s a Cryin’ Shame»     | Деннис Ламберт, Брайан Поттер                      | Гейл Маккормик           | 2:52         |
| 2. | «Early Morning Strangers» | Барри Манилоу, Хэл Дэвид                           | Барри Манилоу            | 3:41         |
| 3. | «Knock on Wood»           | Эдди Флойд, Стив Кроппер                           | Эдди Флойд               | 3:31         |
| 4. | «Spring»                  | Джон Типтон                                        | Клей Харт                | 4:27         |
| 5. | «Borrowed Time»           | Джон Хилл, Уильям Соден, Джо Вебер, Спенсер Михлин | Викки Карр               | 2:57         |

## Над альбомом работали
Список составлен в соответствии с информацией базы данных Discogs.

| Музыканты: - Шер — вокал - Дин Паркс — гитара - Ли Ритенаур — гитара - Джей Грейдон — гитара и мандолина - Бен Бенай — гитара и губная гармошка - Дэвид Хангейт — бас-гитара - Лиланд Склар — бас-гитара - Скотт Эдвардс — бас-гитара - Джефф Поркаро — барабаны - Стив Барри — перкуссия - Виктор Фельдман — перкуссия - Чак Финдли — духовые инструменты - Лью МакКрири — духовые инструменты - Нино Темпо — духовые инструменты - Стив Дуглас — духовые инструменты - Стив Мадейо — духовые инструменты | Музыканты (продолжение): - Дэн Уолш — бэк-вокал - Джин Нельсон — бэк-вокал - Джинджер Блейк — бэк-вокал - Джим Хаас — бэк-вокал - Джулия Тиллман Уотерс — бэк-вокал - Керри Чатер — бэк-вокал - Максин Тиллман Уотерс — бэк-вокал - Майкл Прайс — бэк-вокал - Стефани Спринг — бэк-вокал Технический персонал: - Стив Барри — музыкальный продюсер - Майкл Омартиан — музыкальный продюсер - Фил Кэй — аранжировщик - Норман Сифф — фото - Эд Трэшер — дизайн |